# Церковь Всех Святых (Сувалки)
Церковь Всех Святых (пол. Cerkiew Wszystkich Świętych) — храм Белостокской и Гданьской епархии Польской православной церкви в городе Сувалки.

## История
Церковь построена в 1891—1892 годах как кладбищенская часовня. Освящена 8 сентября 1892 года. В 1940 году стала приходской и обслуживалась  духовенством с близлежащих приходов. В 1956 году получила статус отдельного прихода. Отремонтирована в 1976—1979 и 2012—2013 годах.
Вписана в Реестр памятников 12 мая 2003 года под номером A-57.

## Архитектура
Срубная церковь, в плане имеет форму греческого креста. Над центральной частью возвышается прямоугольная башня, увенчанная оловянным шатром с главкой и восьмиконечным крестом.